# Biron (Charente-Maritime)
Biron település Franciaországban, Charente-Maritime megyében. Lakosainak száma 240 fő (2022. január 1.). Biron Avy, Bougneau, Chadenac, Échebrune és Pons községekkel határos.

## Népesség
A település népességének változása:
| Lakosok száma | 219  | 190  | 249  | 234  | 223  | 222  | 230  | 237  | 237  | 240  |
|               | 1968 | 1982 | 1990 | 2006 | 2013 | 2015 | 2017 | 2019 | 2020 | 2022 |